# Gérson Victalino
Gérson Victalino (Belo Horizonte, 17 de setembro de 1959 — Belo Horizonte, 29 de abril de 2020), mais conhecido como Gérson, foi um basquetebolista brasileiro. Foi o jogador que mais vestiu a camisa da seleção brasileira em jogos oficiais.

## Carreira na Seleção
Com a seleção brasileira, Gérson ganhou uma medalha de prata nos Jogos Pan-Americanos de 1983 e medalha de ouro nos Jogos Pan-Americanos de 1987. Competiu também nos Jogos Olímpicos de 1984, 1988 e 1992.
Pela seleção, foi quarto colocado no Mundial de Basquete de 1986 e quinto em 1990.